# Михайлівка (Євпаторійський район)
Миха́йлівка (раніше — Тузли́, крим. Tuzlı) — село Євпаторійського району Автономної Республіки Крим.

## Історія

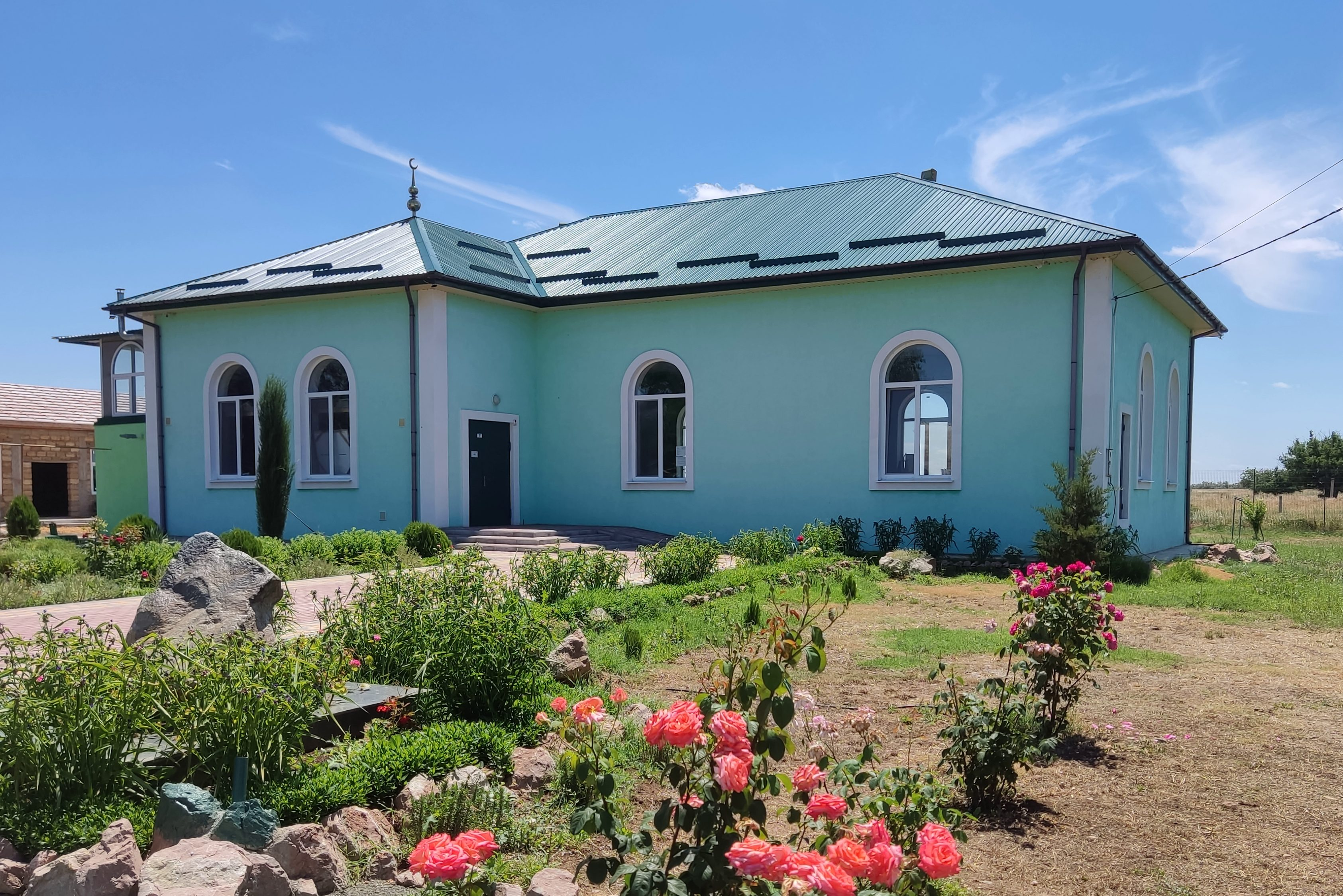
Мечеть у селі, 2022 рік.

Станом на 1886 рік у селі Сакської волості Євпаторійського повіту Таврійської губернії мешкало 473 особи, налічувалось 66 дворових господарств і школа.

## Постаті
- Городницький Віктор Іванович (1976—2023) — солдат Збройних сил України, учасник російсько-української війни.